# Middelburg
Middelburg er en kommune og en by, beliggende på halvøen Walcheren, i den sydlige provins Zeeland i Nederlandene.

## Galleri
- Middelburg Kommune (2009)
- Middelburgs Rådhus